# Golina
Golina (germană Gohlen am Warthe) este un oraș în Polonia.